# Sauze di Cesana
Sauze di Cesana – miejscowość i gmina we Włoszech, w regionie Piemont, w prowincji Turyn.
Według danych na rok 2004 gminę zamieszkiwało 186 osób, 2,4 os./km².